# نبرد دورلیوم (۱۰۹۷)
نبرد دورلیوم در پی نخستین جنگ صلیبی در ۱ ژوئیه ۱۰۹۷، در بین صلیبیون و ترکان سلجوقی، در نزدکی شهر دورلیوم در آناتولی روی داد که سرانجام با پیروزی صلیبیون همراه بود.
در پایان ماه ژوئن، صلیبیون از میان آناتولی به حرکتشان ادامه دادند. آنان توسط تعدادی از سربازان بیزانسی به فرماندهی تاکیتوس همراهی می‌شدند، و همچنان به این امید دل بسته بودند که امپراتور الکسیوس، تمام سپاه بیزانس را پس از آنان بسوی‌شان خواهد فرستاد. صلیبیون سپاهشان را برای کنترل راحت‌تر به دو دسته تقسیم کردند؛ یک گروه به فرماندهی نورمن‌ها، و دیگری به فرماندهی فرانسوی‌ها. دو گروه از پیش تعیین کرده بودند که در دورلیوم به یکدیگر ملحق شوند، اما در یکم ژوئیه نورمن‌ها که پیشاپیش فرانسوی‌ها در حرکت بودند، توسط قلج ارسلان مورد حمله قرار گرفتند. ارسلان سپاهی بزرگتر از هنگامی که در نیقیه شکست خورده بود را گردآورده؛ و اکنون نورمن‌ها را توسط سواران کماندار بسیار سریعش در محاصره گرفته‌بود. نورمن‌ها «در یک ساختار دفاعی مستحکم» استقرار یافتند. آنان چادرها و وسایلشان را همراه با غیرنظامیانی که آنان را در این سفر همراهی می‌کردند، در وسط آرایش‌شان قرار داده و عده‌ای را برای درخواست کمک از گروه دوم اعزام نمودند. هنگامی که فرانسوی‌ها رسیدند، گادفری صفوف سپاه ترک را شکافت و اسقف آدهمار لپوی نیز از پشت سر به ترک‌ها حمله کرد. ترک‌ها که غافلگیر شده‌بودند و انتظار رسیدن سریع فرانسوی‌ها را نداشتند، پیش از آنکه با سپاه متحد صلیبیون مواجه شوند، پا به فرار گذاشتند.
حرکت صلیبیون از میان آناتولی گریزناپذیر بود، اما از آنجایی که ارسلان هر آنچه در پشت سر حرکت سپاهش قرار داشت را سوزانده و نابود کرده بود، این سفر بسیار سخت و طاقت‌فرسا می‌نمود. این رویداد در میانهٔ تابستان بود و در نتیجه تعداد زیادی از افراد و اسب‌های صلیبیون که آب و غذای کمی به همراه داشتند، کشته شدند. مسیحیان محلی نیز در بین راه برخی مواقع به آنان غذا و پول، هدیه می‌کردند. صلیبیون نیز هر زمانی که فرصتی بدست می‌آوردند، دست به چپاول و غارت می‌زدند. هریک از فرماندهان درگیری و بحث را پیرامون رهبری کل گروه شروع کرده‌بود، گرچه هیچ‌یک از آنان از قدرت کافی برای این کار بهره‌مند نبود، و تنها آدهمار به عنوان رهبری معنوی سپاه به رسمیت شناخته شده‌بود. پس از گذشتن از میان دروازه‌های کلیکیه، بالدوین بوین بر سرزمین ارمنی‌ها در پیرامون فرات متمرکز شد. او که همسرش به عنوان تنها وابستگی‌اش به سرزمین‌های غربی و ثروتش را پس از نبرد از دست داده‌بود، انگیزهٔ بازگشتی به اروپا نداشت؛ بنابراین تصمیم گرفت ملکی را برای خود در سرزمین مقدس تصرف کند. در ابتدای سال ۱۰۹۸ م، او به عنوان جانشین توروس حاکم ادسا برگزیده شد. توروس در میان رعایای ارمنی بخاطر داشتن مذهب ارتدوکس یونانی محبوبیتی نداشت. پس از چندی توروس، در پی شورشی که احتمالاً با تحریک بالدوین روی داده بود، کشته‌شد. در مارس ۱۰۹۸ م، بالدوین به عنوان حاکم جدید انتخاب شد و کنت‌نشین ادسا را به عنوان نخستین دولت صلیبی ایجاد نمود.

## پیش از نبرد

### محاصره نیقیه
سپاه صلیبی‌ها در طول نیمه نخست سال ۱۰۹۷ م، به آسیای کوچک منتقل شدند و در آنجا پیتر زاهد نیز به آنان ملحق شد. افزون براین، الکسیوس نیز دو تن از ژنرال‌هایش به نام‌های مانوئل بوتومیتس و تاتیسیوس را برای یاری صلیبی‌ها فرستاد. نخستین هدف لشکرکشی آنان نیقیه بود. نیقیه که در گذشته شهری مهم در قلمرو فرمانروایی امپراتوری بیزانس محسوب می‌شد، در آن هنگام بدل به پایتخت سلطنت سلجوقی روم و فرمانروایی قلج ارسلان یکم گشته بود. او که قدرت این سپاه تازهٔ صلیبی را دست‌کم گرفته‌بود در آن هنگام با رها کردن خانواده و خزانه‌اش در شهر، برای جنگ با دانشمندیان به آناتولی مرکزی لشکرکشی کرده‌بود.
پیرو این رویداد و به محض ورود صلیبیون به پشت دیوارهای شهر، این شهر در محاصره‌ای نسبتاً طولانی قرار گرفت؛ و هنگامی که ارسلان این خبر را دریافت کرد به سرعت به سمت شهر عقب‌نشست؛ و در ۱۶ مهٔ ۱۰۹۷ م به سپاه صلیبی‌ها یورش برد. او بوسیلهٔ نیروی بزرگ و غیرمنتظرهٔ صلیبی و با تلفات سنگینی که به هر دو طرف جنگ وارد گشت، عقب رانده‌شد. شهر در کنار دریاچه واقع شده‌بود، و به‌طور کامل در محاصره قرار نداشت و آذوقه کافی از راه دریاچه به شهر رسانده می‌شد در نتیجه محاصره بدون دست یافتن به نتیجه‌ای ادامه یافت. الکسیوس برای درهم شکستن شهر، کشتی‌هایی در کنار دریاچه فراهم کرده و برای محاصرهٔ آن اعزام کرد. در نهایت پادگان تُرک‌های شهر در ۱۸ ژوئن تسلیم شده و شهر در دست نیروهای بیزانسی قرار گرفت، و این رویداد سرچشمهٔ آغاز درگیری‌های صلیبیون و امپراتوری بیزانس گشت. پرچم‌های امپراتوری بیزانس بر دیوارها و برج‌های شهر برافراشته شدند و صلیبیون از غارت شهر و حتی ورود به آن، جز در دسته‌های کوچک و همراه با محافظ منع شدند. گرچه این اتفاق مطابق با سیاست سوگند وفاداری صلیبیون به الکسیوس و امپراتوری روی داده‌بود اما امپراتور با بخشش هدایای خوراکی به سپاه صلیبیون و نیز هدایایی گرانبها از گنجینهٔ قلج ارسلان به سران صلیبی، آنان را از خود خشنود کرد. همان‌طور که توماس آسبریج نوشته‌است: «سقوط نیقیه نتیجهٔ سیاست موفقیت‌آمیز همکاری نزدیکِ بیزانس و صلیبیون بود.» پس از واگذاری کنترل نیقیه به بیزانس، صلیبیون حرکتشان را به سمت اورشلیم از سرگرفتند. استفان بلوآ، در نامه‌ای به همسرش، آدیلا بلوآ نوشته که او معتقد است این سفر تنها پنج هفته به طول خواهد انجامید.
صلیبیون راه قدیمی بیزانسی که از نیکومدیا در امتداد رود سانگاریوس قرار داشت و مسیر نیقیه به آن می‌رسید را برای ادامه مسیر انتخاب کردند. این راه پس از مدتی طی مسیر از کنار رود، از مسیر ورود یکی از سرشاخه‌های کوچک به آن به سوی دره ای که به بیله‌جک امروزی منتهی می‌شد خارج شده و سپس به سوی دوریلیوم منتهی می‌شد. مسیر نظامی از دورلیوم به چند شاخه منشعب می‌شد ولی مسیری که به سوی جنوب می‌رفت و گذر از کنار شوره زار مرکزی آناتولی از فیلوملیوم به قونیه رسیده و پس از پشت سر گذاشتن هرقله به دروازه‌های کیلیکیه منتهی می‌گردید، با راهنمایی بیزانسی‌ها برای ادامه حرکت مشخص گردید.
زخمی شدگان نبرد نیقیه در شهر رها و امپراتور از آنان برای پادگان گذاری شهر به فرماندهی بوتومیتز استفاده کرد و شمار کمی از سربازان بیزانسی را به فرماندهی سرداری باتجربه به نام تاتیسوس همراه سپاه صلیبی گرداند. پیش تازان سپاه صلیبی در ۲۶ ژوئن حرکت کرده و پس از دو روز مابقی سپاه نیز به دنبال آنان حرکت و مقرر کردند که پیش از صعود به بالای فلات در کنار پل رودخانه که در نزدیکی روستایی به نام لیوس قرار داشت، به یکدیگر بپیوندند. در جلسه سران در کنار این پل تصمیم بر آن شد تا سپاه به دو دسته تقسیم شود و دسته نخست مرکب از نورمن‌های جنوب ایتالیا و شمال فرانسه، سپاه کنت فلاندرز و استفان بلوآ و بیزانسی‌ها به فرماندهی بوهموند به فاصله یک روز جلوتر حرکت و دسته دوم مرکب از سربازان جنوب فرانسه و لورن و سپاه کنت ورماندوا به فرماندهی ریموند در پی آنان به راه بیفتند.

## نبرد

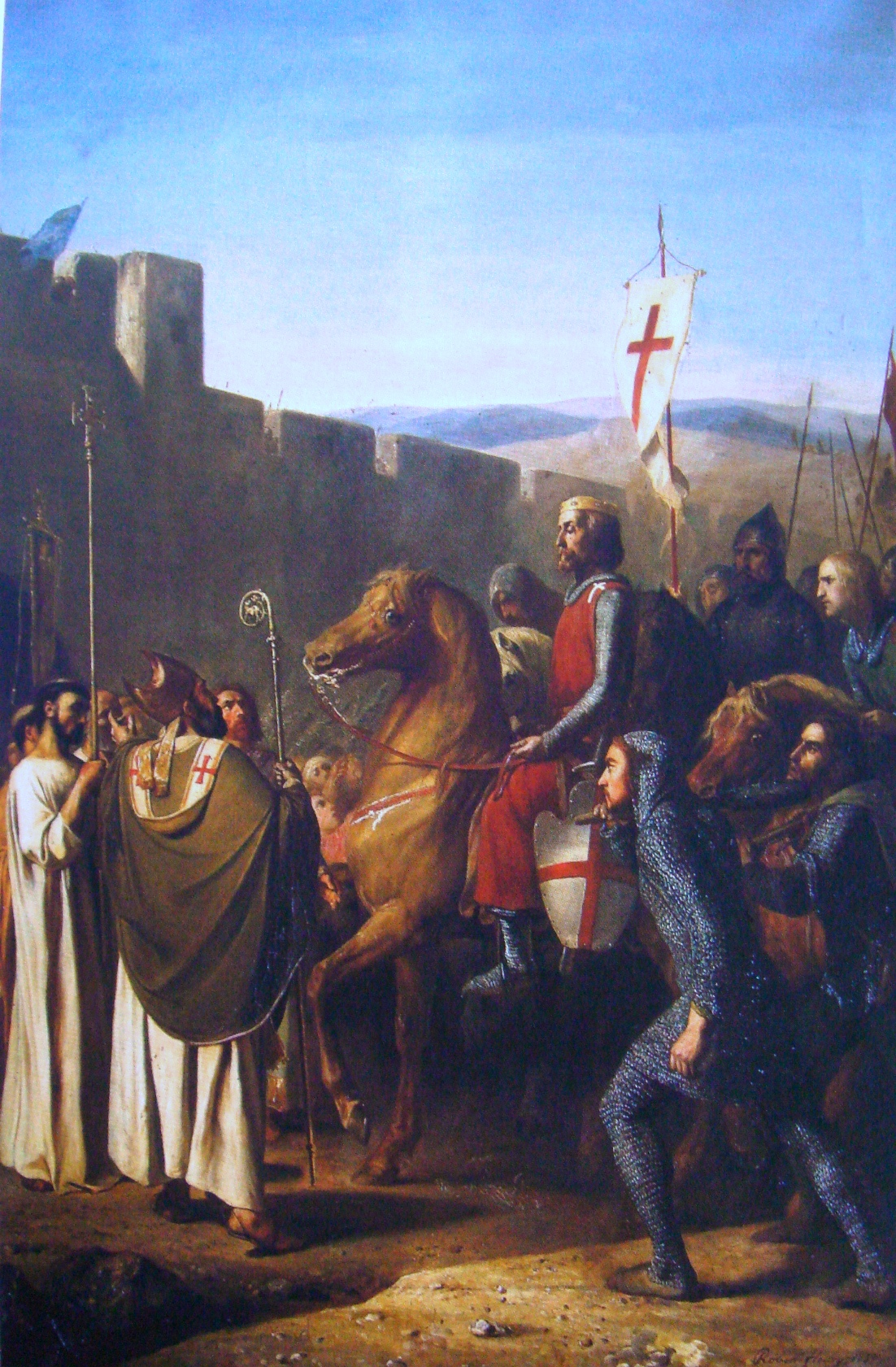
بالدیون بوین در حال ورود به ادسا در سال ۱۰۹۸ م

قلج ارسلان پس از شکست در نیقیه به شرق رفته و در کنار جمع‌آوری نیروهای خود با امیر دانشمدیان نیز اتحادی بست و در اواخر ژوئن سپاه متحد او و دست نشانده اش، حسن امیر کاپادوکیه بهمراه امیر دانشمندیان به سوی غرب حرکت کرده و در سی ژوئن در دره ای نزدیکی دورلیوم به کمین صلیبیون نشستند.
در عصر آن روز نخستین دسته از صلیبیون به دورلیوم رسیدند و با طلوع سپیده دم روز بعد، ترکان با تمام نیرو از بالای تپه‌ها به سوی آنان حمله‌ور شدند. بوهموند که غافلگیر نشده بود سریعاً افراد غیرنظامی را به مرکز سپاه و در کنار چشمه‌های آب منتقل کرد و در کنار برپایی چادرها و اردوگاه، وظیفه آبرسانی به سپاه را به آنان سپرد و سواری را به تاخت برای اطلاع دادن به دسته دوم سپاه به سوی آنان فرستاد. او به سران سپاه دستور داد تا از اسبان خود فرود آمده و آمده دفاع و نبردی همه‌جانبه شوند با این حال تنها یک شوالیه از دستور سرپیچی کرده همراه با چهل تن از افرادش به سمت ترکان حمله‌ور شد و پس از مدتی شکست خورده و زخمی به سوی اردوگاه بازگشت. سپاه ترکان، صلیبیون را کاملاً محاصره کرده و با سبک جنگی خودشان یعنی پرتاپ تیر و عقب‌نشینی و باز کردن راه برای دیگر سربازان، حمله خود را آغاز کردند.
گرمای طاقت فرسای ماه ژوئیه در آناتولی و بارش مداوم تیر صلیبیون را دچار شک در توان پایداری در برابر ترکان کرد ولی با توجه به محاصره کامل ترکان و اینکه تسلیم شدنشان به معنی اسارت و بردگیشان خواهد بود، دریافتند که تنها راه پیش رویشان مقاومت تا سرحد مرگ است. سرانجام در نیمروز بود که دسته‌های دوم سپاه کم‌کم به میدان نبرد نزدیک شدند؛ در ابتدا گودفری و هیو و سپاهیانشان و در پشت سر ریموند و سپاهش نیز به میدان نبرد وارد شدند. ترکان که از وجود دسته دوم خبر نداشتند دچار سستی شده و نتوانستند مانع پیوستن دو سپاه به یکدیگر شوند در نتیجه دو دسته سپاه که روحیه شان تقویت شده بود به یکدیگر ملحق شده و به ایجاد یک خط واحد دست زدند؛ بوهموند، رابرت نرماندی و استفان بلوآ در جناح چپ، ریموند، رابرت فلاندرز در قلب سپاه و گادفری و هیو ورماندوا در جناح راست سپاه قرار گرفتند. از سوی دیگر آدهمار نقشه ای طرح کرد و با پیدا کردن راهنماهایی خود و شماری از صلیبیون جنوب فرانسه را از کوهستان به پشت صفوف ترکان رساند. سپاه ترکان که تیرهایشان در حال رسیدن به انتها بود مورد حمله مستقیم سپاه متحد صلیبی قرار گرفتند و با دیدن سپاه آدهمار در تپه‌های پشت سر خود، صفوفشان برهم ریخته، یکسره پا به فرار گذاشته و به شرق گریختند و اردوگاه امیر دانشمندیان و قلج ارسلان با تمام غنائمش به دست صلیبیون افتاد.
جان‌های زیادی از صلیبیون برای به دست آمدن این پیروزی بزرگ همانند ویلیام برادر تانکرد، فدا شد و قدرت جنگاوری و سلحشوری ترکان را به صلیبیون چشاند. قلج ارسلان که خزانه خود در پایتخت و بقیه ثروتش را در خیمه‌هایش از دست داده بود ادامه جنگ را بی فایده دانسته به سوی کوهستان عقب‌نشینی کرده و در سر راه خود تمامی آبادی‌ها و مزارع را غارت کرده و سوزاند تا صلیبیون را دچار مشکل تأمین آذوقه کند.
سپاه صلیبی برای استراحت مدت دو روز در دورلیوم استراحت کرده و در آنجا مسیر حرکت‌های پیش روی خود را با کمک تاتیسوس و بیزانسی‌ها مشخص کردند. در این میان با وجود بیست سال جنگ و ستیز ترکان در آن مناطق که منجر به نابودی بسیاری از راه‌ها، پل‌ها، کشتزارها و چاه‌های آب شده بود، صلیبیون وقوع هرگونه پیشامد نامطلوب را از چشم بیزانسی‌ها دیده، آنان را به خیانت متهم می‌کردند و بیزانسی‌ها هم در برابر هر روز از این حجم از ناسپاسی خشمگین تر می‌شدند.
سپاه صلیبیون اینبار با عبرت از نبرد گذشته به صورت واحد حرکت خود را در سوم ژوئیه به سمت جنوب شرق آغاز کردند و با خروج از شاهراه نظامی برای تهیه خواربار از انطاکیه در فریگیه گذشته و دوباره در فیلوملیوم به شاهراه بازگشتند و با سختی و مشقت فراوان مناطق بی آب و علف را پشت سر گذاشته و بسیاری از اسب‌های خود را که از تشنگی تلف شدند از دست دادند و سرانجام در میانه ماه اوت به قونیه که پایتخت جدید قلج ارسلان بود، رسیدند. ترکان پیش از رسیدن صلیبیون شهر را همراه با اموال خود به سوی کوهستان رها کرده ولی موفق به از میان بردن باغات دره‌های اطراف شهر نشده بودند. صلیبیون پس از چندین روز استراحت و بهبود بیماری سخت ریموند، همراه با آب کافی به سوی هرقله به راه افتاده و در آنجا به سپاهی از دانشمندیان و حسن امیر کاپادوکیه برخورد کردند و بوهموند دست به حمله مستقیم به سمت آنان زده و آنان که قصد نبرد رودرو را نداشته و می‌خواستند تنها مسیر صلیبیون را از مناطق تحت کنترل خود منحرف کنند، شهرهایشان را رها و به سمت شمال عقب نشستند. گذر ستاره ای دنباله دار در این میان باعث شادی صلیبیون شد و آنان این رویداد را نشانهٔ پیروزی خود قلمداد کردند.

## پیامد
برای ادامه مسیر از هرقله به سمت انطاکیه دو مسیر وجود داشت. مسیر نخست که راهی مستقیم به سوی انطاکیه بود از هرقله به سوی کوهستان تاروس رفته و در پس گذر از دروازه‌های کیلیکیه به کیلیکیه می‌رسید و از آنجا به سوی کوهستان آمانوس رفته و با پشت سر گذاشتن گذر گاه سوری به انطاکیه منتهی می‌شد. عمده مشکل این مسیر آن بود که کیلیکیه در دست ترکان قرار داشت و پشت سر گذاشتن گذرگاه‌های باریک کوهستانی در تاروس و آمانوس بسیار خطرناک و به آسانی امکان‌پذیر نبود به علاوه کیلیکیه در ماه سپتامبر شرایط آب و هوایی بسیار بد و نامناسب داشت. مسیر دوم از قیصریه و شاهراه نظامی بیزانسی‌ها در گذشته می‌گذشت و با گذر از کوهستان آنتی تاروس به جرمانیقیه (مرعش) رسیده و پس از گذر از کنار دروازه های آمانوس به جلگه انطاکیه منتهی می‌شد. آخرین شکست ترکان باعث شد تا این راه برای صلیبیون گشوده شود و امتیاز این راه آن بود که آبادی‌های این مسیر در اختیار امیران دون پایه ارمنی که در ظاهر از امپراتور تبعیت می‌کردند قرار داشت که می‌توانست سبب راحتی حرکت و ادامه مسیر شود. عمده سپاه صلیبی با مشورت تاتیسوس راه دوم را برگزیدند اما تانکرد و شماری از کسانی که با از امپراتور کینه داشتند با این انتخاب مخالفت کرده و سرانجام تانکرد به همراه شماری از نورمن‌های جنوب ایتالیا و بالدوین به همراه شماری از مردم لورن و فلاندرز از دیگران جدا شده و مسیر نخست را برای حرکت برگزیدند.
سپاه در ۱۵ سپتامبر حرکت خود را آغاز و با جدا شدن بالدوین و تانکرد، به سوی قیصریه حرکت کرده در راه به سپاه حسن برخورد کردند و پس از شکست او از تسخیر دژ او صرف نظر کرده با ادامه مسیر در انتهای سپتامبر به قیصریه رسیدند. آنان بدون معطلی قیصریه را که پیش از این از سوی ترکان تخلیه و متروک شده بود، ترک کرده به سوی شهر ارمنی نشین و ثروتمند کومانا که در محاصره ترکان دانشمندی قرار داشت حرکت کردند. با رسیدن سپاه صلیبی به شهر، سپاه ترکان گریختند و تلاش بوهموند برای تعقیب آنان بی‌نتیجه ماند. پس از استقبال گرم از صلیبیون در این شهر و تعیین فرمانروای شهر بدست تاتیسوس، سپاه حرکت خود را از سر گرفته و به شهر ارمنی نشین کاکسون در دامنه کوهستان آنتی تاروس رسیدند و سه روز در آنجا اردو زدند. در اینجا خبری شایع شد که ترکان انطاکیه را رها کردند و بوهموند نیز هنوز از تعقیب ترکان برنگشته بود که ریموند پانصد تن از یاران خود را به تاخت روانه کرد تا شهر را تصرف کنند. این پانصد سوار خود بی درنگ حرکت کرده و با رسیدن به حاشیه رود اورنتس دریافتند این اخبار اشتباه و شهر در حال آمده شدن برای دفاع بود و به سوی سپاه اصلی بازگشتند. با بازگشت بوهموند و اطلاع از این اقدام ریموند که گمان می‌کرد ریموند قصد تصرف شهر به نفع خود را داشت، شکاف افتادن میان سران صلیبی آغاز شد.
ادامه راه از کاکسون از میان کوهستان می‌گذشت و در اوایل ماه اکتبر به علت آب و هوای نامساعد و بارش باران دچار لغزندگی و گل آلود شدن شدید شده بود و سواران مجبور شده که پیاده شده و بسیاری از اسب‌ها از دره‌های میان به پایین سقوط کردند و شمار زیادی از سربازان که زره‌هایی سنگین بر تن داشتند مجبور به فروش آن به دیگران شدند یا در نهایت آنان را در مسیر رها کردند. سپاه صلیبیون در این مسیر کوهستانی تلافات و کشته‌های بسیاری را متحمل شد ولی سرانجام با رسیدن به دره مرعش که شهری ارمنی نشین و فردی ارمنی به نام تاتول بر آن حکومت می‌کرد، این مصائب پایان یافته و سپاه چند روز در آنجا به استراحت پرداخته و حکومت شهر بدست تاتول را به رسمیت شناختند. در اینجا بود که بوهموند از تعقیب ترکان بازگشت و دوباره به سپاه ملحق شد و بالدوین خود را به آنجا رساند تا در لحظات آخر زندگی همسرش که در بستر مرگ افتاده بود، در کنارش باشد؛ او پس از مرگ همسرش دوباره سپاه را رها کرده و آنجا را به سوی شرق ترک کرد. سپاه صلیبیون سرانجام در پانزدهم اکتبر مرعش را ترک کرده به سوی انطاکیه حرکت کردند و پس از پنج روز در بیستم اکتبر به پل آهنین که در فاصله سه ساعتی شهر قرار داشت رسیدند.

### محاصره انطاکیه

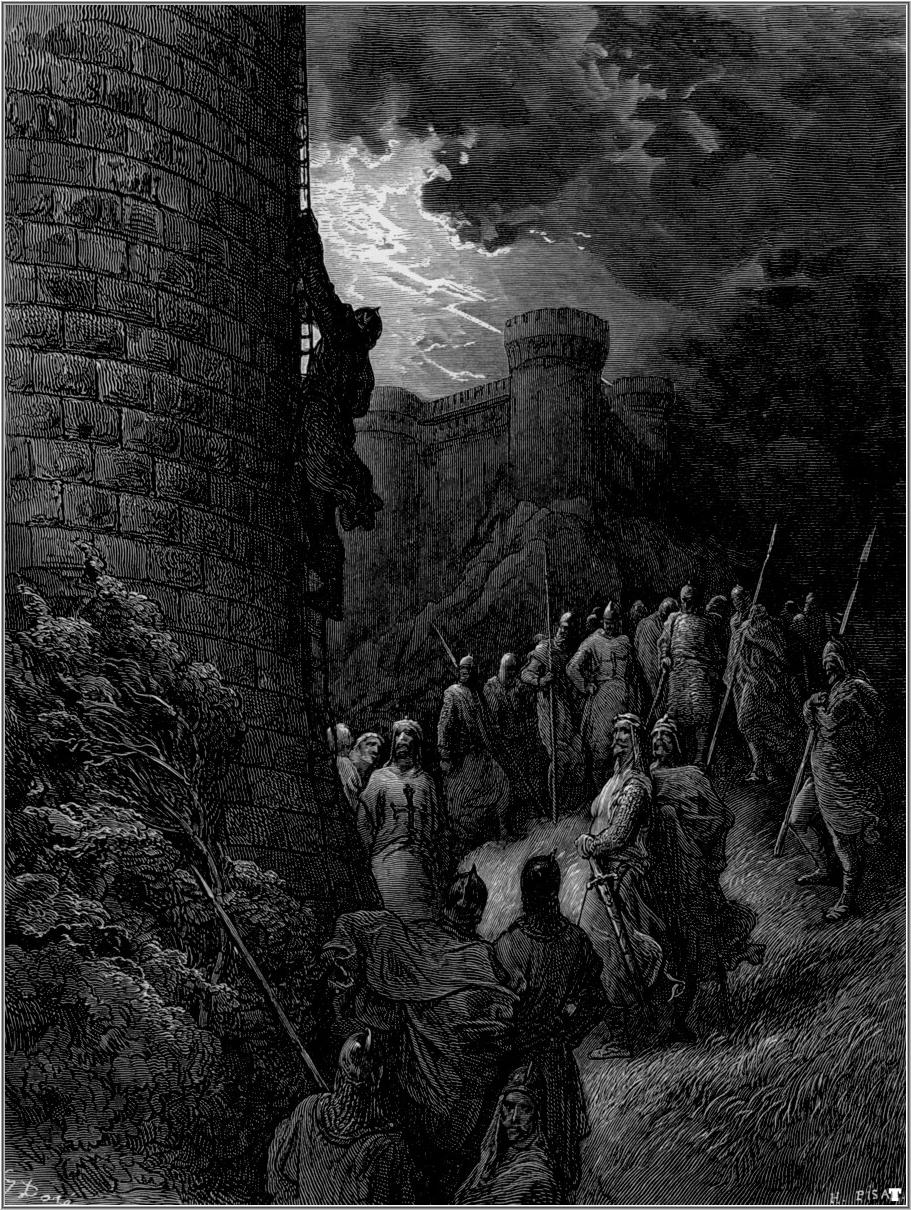
بوهموند به تنهایی از باروی انطاکیه بالا می‌رود. نقاشی از گوستاو دوره (۱۸۷۱)

در همین میان، سپاه صلیبیون به سوی انطاکیه که تقریباً در نیمهٔ راه اورشلیم و قسطنطنیه قرار داشت، حرکت کرد. استفان بلوآ این شهر را «شهری فراتر از باور و بسیار مستحکم و غیرقابل تسخیر» توصیف کرده‌است و ایدهٔ گرفتن شهر با حملهٔ مستقیم باعث سستی صلیبیون گردید. به جای آن، آن‌ها به وادار کردن شهر به تسلیم، یا پیدا کردن خیانتکاری درون شهر امید بسته بودند. (تاکتیکی که در گذشته نیز در انطاکیه روی داده بود و منجر به سلطهٔ بیزانسی‌ها و پس از آن ترکان سلجوقی گشته بود) سپاه صلیبی در ۲۰ اکتبر ۱۰۹۷ م، انطاکیه را محاصره کرد. در طول تقریباً هشت ماه محاصره، آن‌ها مجبور شدند دو سپاه بزرگ کمکی به فرماندهی دقاق و فخرالملوک رضوان، امیران حلب و دمشق را شکست دهند. انطاکیه چنان شهر بزرگی بود که صلیبیون نیرو و سرباز کافی برای محاصرهٔ کامل آن در اختیار نداشتند، و در نتیجهٔ این امر، به شهر کمک و پشتیبانی رسانده می‌شد. در ۴ مه ۱۰۹۸ م، ناوگانی از صلیبیون انگلیسی به آنجا رسید و حامل نیروهای کمکی و بسیاری از تجهیزات و تدارکات مورد نیاز برای آنان بود. به لطف این نیروها و تجهیزات فراهم شده حلقه محاصره شهر کامل گردید.
در اوایل ماه مه ۱۰۹۸ م، کربغا، اتابک موصل به همراه نیروهایی از دیگر مناطق عراق و ایران و جمعی از نیروهای امیر ارتقی شمال سوریه از موصل برای پایان دادن به محاصره به سوی انطاکیه حرکت نمود. در پی رسیدن این اخبار به صلیبیون آنان به سرعت به چاره‌اندیشی برای مقابله با این تهدید بسیار بزرگ افتادند. بوهموند توانست یک نگهبان ارمنی تازه مسلمان به نام فیروز را بخرد تا برجش را تسلیم نماید. در نتیجه، در ۳ ماه ژوئن صلیبیون وارد شهر شدند و بسیاری از ساکنان مسلمان آن را قتل‌عام کردند. گرچه تنها چند روز بعد در ۷ ژوئن سپاه کربغا از راه رسید و صلیبیون را در انطاکیه محاصره کرد. برطبق گفتهٔ ریموند آگلیرز، در همین هنگام بود که راهبی به نام پیتر بارتولومیو ادعا کرد که نیزه مقدس را در شهر یافته‌است؛ و گرچه برخی افراد دیرباور درمیانشان وجود داشت، ولی این رویداد به عنوان نشانه‌ای برای پیروزی آن‌ها قلمداد شد.

صلیبیون در ۲۸ ژوئن ۱۰۹۸ م، سپاه کربغا را در نبردی تن به تن و خارج از شهر شکست دادند. دلیل این پیروزی صلیبیون، ناتوانی کربغا در سازماندهی گروه‌ها و دسته‌های مختلف سپاهش بود. هنگامی که صلیبیون به سوی مسلمانان حرکت می‌کردند، دسته‌ای از سپاه مسلمانان که گمان می‌کردند با پیروزی کربغا بر صلیبیون قدرتش بسیار بیشتر می‌گردد به همراه دقاق، امیر دمشق از میدان جنگ گریختند و با فرارشان وحشت را به دل سپاهیان کربغا انداختند و در پی این رویداد امیر ارتقی و امیر حمص نیز از میدان گریختند و سپاه ترکان درهم شکست و همگی گریختند و شمار بسیاری نیز در هنگام تعقیب به دست صلیبیون کشته‌شدند. 

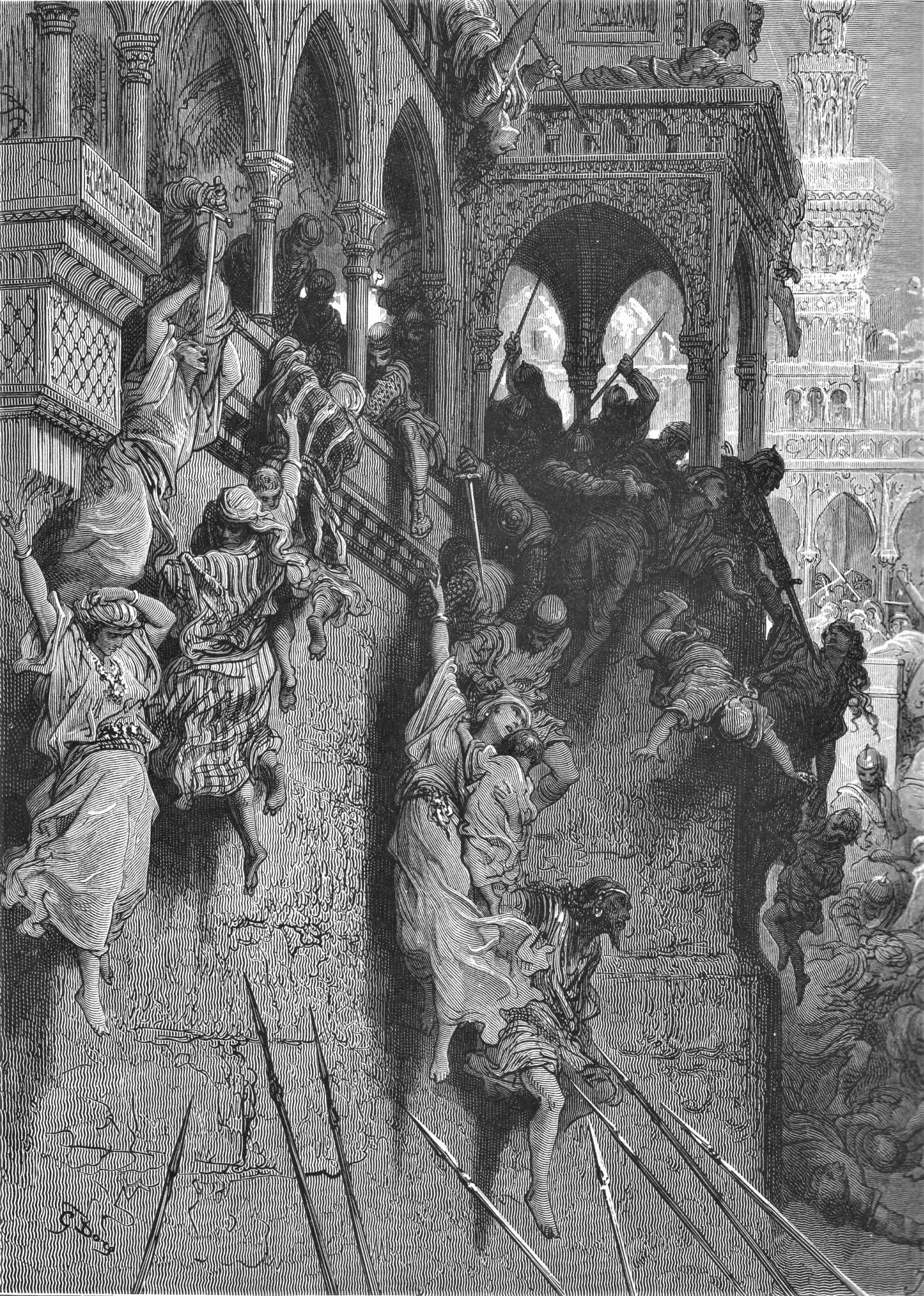
قتل‌عام انطاکیه. نقاشی از گوستاو دوره (۱۸۷۱)

یکی از فرماندهان صلیبی، در اسکندرون به نام استفان بلوآ با آگاهی از وضعیت ناامید کنندهٔ انطاکیه در پیش از شکست کربغا، شام را ترک کرد و در راه بازگشتش به فرانسه به امپراتور الکسیوس و سپاهش که در راه یاری صلیبیون بودند نیز هشدار داد و امپراتور نیز تصمیم گرفت به قسطنطنیه بازگردد. تصمیم به بازگشت الکسیوس و رها کردن جنگ در نظر صلیبیون خیانتی بزرگ بود و رهبران صلیبی، به ویژه بوهموند، با استفاده از این فرصت ایجادشده، سوگندهای وفاداری‌شان نسبت به الکسیوس را باطل اعلام کردند. در همان‌هنگام بوهموند ادعای حکومت انطاکیه را نمود، که با واکنش منفی دیگر رهبران به ویژه ریموند تولوز مواجه گشت. در نتیجه به دلیل سرگرم شدن اشراف در میان خودشان، ادامهٔ جنگ صلیبی و حرکت به سوی سرزمین مقدس برای شش ماه به تأخیر افتاد. هنگام بحث در مورد این دوره، یک دیدگاه تاریخ‌نگاری عام که توسط برخی از محققان مطرح شده این است که فرانک‌های شمال فرانسه، پروانسی‌های جنوب فرانسه و نورمن‌های جنوب ایتالیا خودشان را «ملت‌های» جداگانه می‌نامیدند، و از آنجایی که هریک تلاش داشتند جایگاه خودشان را بهبود دهند، موجب ایجاد درگیری و اغتشاش می‌شدند. تاریخ‌نگاران دیگری نیز در کنار اختلافات نژادی، مقصر و دلیل اصلی این درگیری‌ها را جاه‌طلبی‌های شخصی بر سر قدرت میان رهبران صلیبی دانسته‌اند.
در همین حال، یک بیماری همه‌گیر شیوع یافت و بسیاری از صلیبیون مانند نمایندهٔ تام‌الاختیار پاپ، آدهمار لپوی را به کام مرگ کشاند. در این زمان تعداد اسب‌ها حتی کمتر از قبل بود و بدتر از آن، دهقانان مسلمان منطقه از دادن و تأمین آذوقهٔ صلیبیون خودداری می‌کردند. در ماه دسامبر و پس از محاصره و تسخیر شهر عرب‌نشین معره‌نعمان صلیبیون در چنان وضع وخیمی قرارداشتند که برای رهایی از گرسنگی وادار به آدم‌خواری گردیدند. رالف کان نوشته‌است: «در معره‌نعمان، نیروهای ما کافران بالغ را در دیگ‌های پخت‌وپز، می‌پختند و بچه‌ها را نیز به سیخ کشیده و بریان شده حریصانه می‌خوردند». در همین هنگام، شوالیه‌ها و سربازان دون‌پایه‌تر به‌طور فزاینده‌ای بی‌قراری می‌کردند و خواستار ادامهٔ حرکت به سوی اورشلیم بودند و رهبرانشان را مجبور به پذیرش این کار نمودند. سراجام در آغاز سال ۱۰۹۹ م، صلیبیون با برگزیدن بوهموند به عنوان نخستین شاهزاده انطاکیه، راهپیمایی به سوی اورشلیم را دوباره آغاز کردند.